# تفاف صغير الرأس
التِفاف صغير الرأس (باللاتينية: Sonchus microcephalus) نوع نباتي يتبع جنس التِفاف من الفصيلة النجمية.

## البيئة والانتشار
موطنه بلاد الشام وإسبانيا.